# 塞爾斯峰

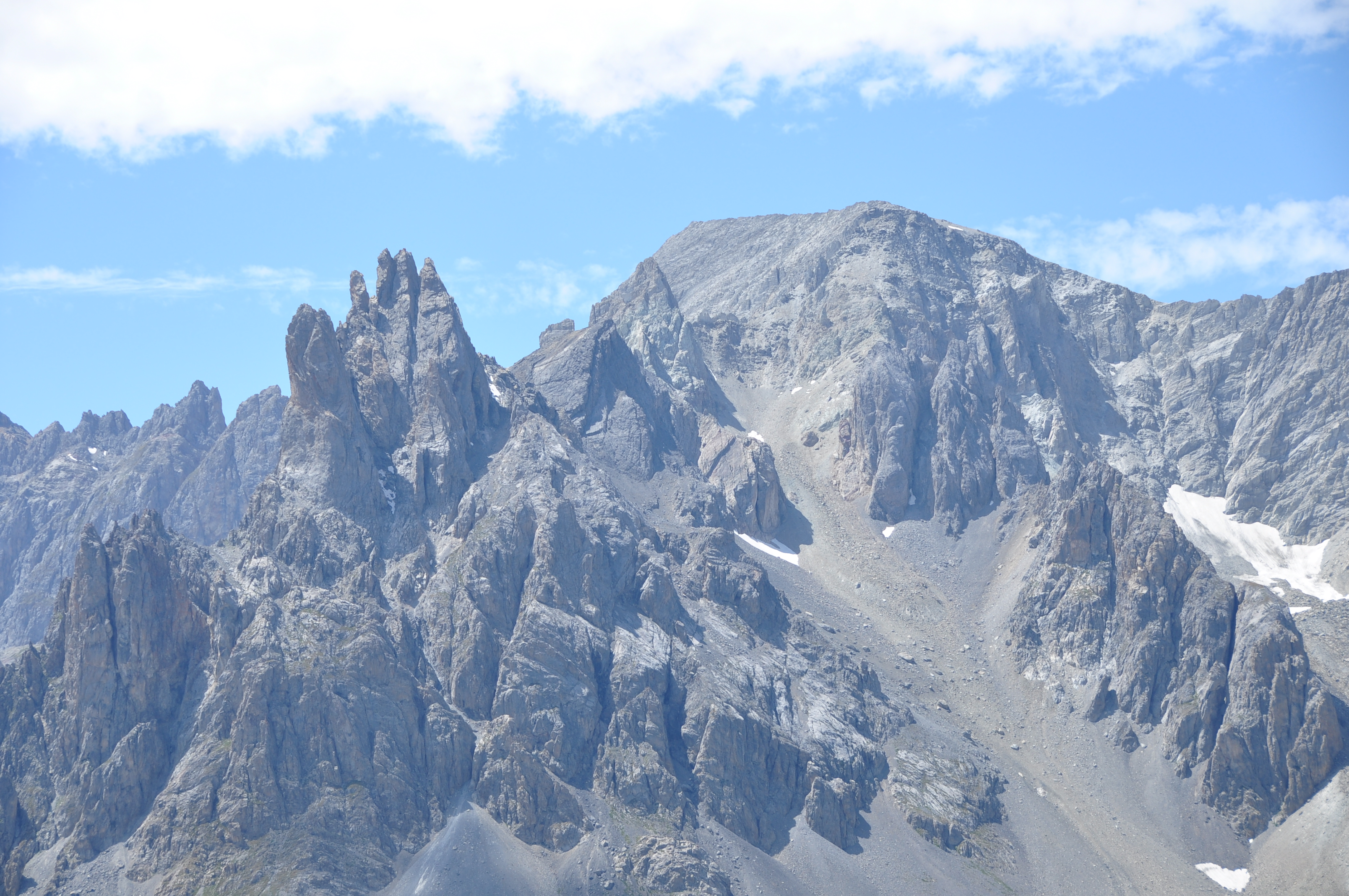

45°03′57″N 06°29′15″E / 45.06583°N 6.48750°E
塞爾斯峰（法語：Pointe des Cerces），是法國的山峰，位於該國東南部，由奧文尼-隆-阿爾卑斯大區負責管轄，屬於科蒂安阿爾卑斯山脈中塞爾斯山的一部分，海拔高度3,097米，每年平均降雨量1,479毫米。